# Егоров, Евдоким Алексеевич
Евдоки́м Алексе́евич Его́ров (рус. дореф. Евдокимъ Алексѣевичъ Егоровъ; 1832, Санкт-Петербург, Российская империя — 1891, Париж,Франция) — русский живописец, гравёр, мастер росписи по фарфору и фаянсу, хранитель при Московском художественно-промышленном музее. Руководитель «Парижской керамической мастерской русских художников». Сын и ученик Алексея Егорова.

## Биография

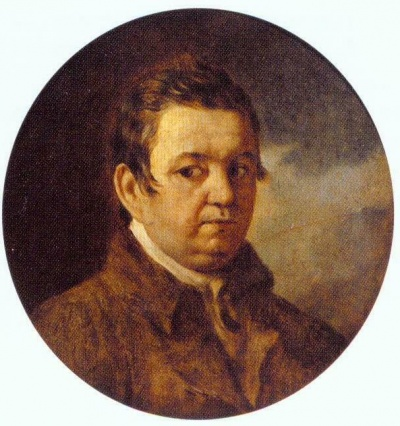
Алексей Егоров — отец Евдокима Егорова, около 1840 г.

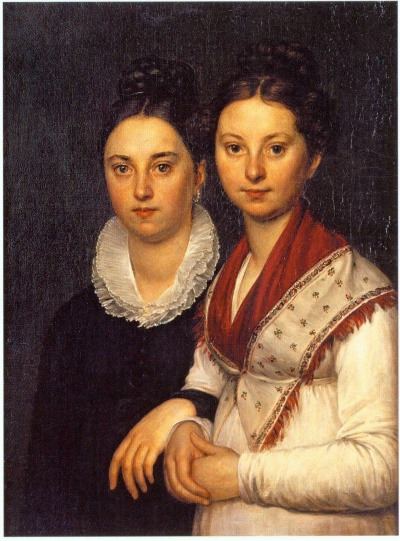
Мать художника — Вера Ивановна с сестрой Софьей. Художник А.Варнек

Евдоким Алексеевич Егоров родился в творческой семье. Его отец — известный русский живописец Алексей Егоров, мать Вера Ивановна Мартос — дочь скульптора Ивана Петровича Мартоса.
Первые уроки рисования и живописи будущий художник берёт у своего отца. Дальнейшее художественное образование получает в качестве вольноприходящего ученика Императорской Академии художеств, он специализируется на батальных сценах. По окончании академии Егорову присуждается звание свободного художника, за картину «Подвиг юнкера Андронникова».
Евдоким Егоров поступает на службу в качестве хранителя при Московском художественно-промышленном музее. По роду своих служебных обязательств изучает русские поливные образцы и пробует себя в росписи фарфора.
В 1874 году Евдоким Егоров вместе с женой — гравером Марией Кирилловной Егоровой переезжает во Францию где создаёт живописные работы и расписывает фарфор в русских традициях. Он выполняет заказ для Севастопольской церкви Св. Владимира, пишет картины на тему русской истории, а также портреты, на которых часто изображает свою жену в традиционно русской обстановке. В своём творчестве художник все больше специализируется в росписи керамики, фарфора и фаянса. Он изучает французские технологии росписи. Его работы быстро набирают популярность у парижан.
Он объединяется с художниками-живописцами, специализировавшимися на росписи керамики и принимает участие в создании в 1875—1876 гг. «Парижской керамической мастерской русских художников». Вдохновителем объединения и инициатором создания студии был живописец А. П. Боголюбов.
Мастерская располагалась в Париже, в арендованном помещении в доме фабриканта и художника Франсуа Жилло, расположенной на Рю Фенелон, 9. Первоначально финансированием мастерской занимался банкир Самуил Поляков, однако вскоре предприятие перешло на самоокупаемость. Евдоким Алексеевич Егоров становится её руководителем.
Мастерская становится эпицентром русской культуры. Она давала возможность молодым русским художникам, выпускникам Академии художеств, заработать, расписывая фаянс и фарфор. Популярностью пользовались традиционные русские пейзажи, исторические сцены из жизни страны и религиозные сюжеты.
Мастерская проработала до начала 1880-х годов, а в её работе принимали участие многие известные русские художники, проживавшие в то время в Париже — И. Е. Репин, Е. Д. Поленова, В. Е. Маковский, К. А. Савицкий, А. К. Беггров, Н. Д. Дмитриев-Оренбургский и др.
Для росписей использовались заготовки, произведённые различными заводами, а также пласты из поливного камня вулканического происхождения, добывавшегося в регионе Овернь.
Е. К. Макаров во время совместной работы научил Е. А. Егорова гравировать крепкой водкой — приём, которым исстари пользовались оружейники для орнаментирования своих изделий насечкою, которое впоследствии стало применяться к производству эстампов.
Евдоким Егоров стремился к развитию и популяризации керамического искусства, повышению его престижа. Кроме обучения известных русских художников он надеялся обучить ремеслу и крестьян. В письме критику Bл. Стасову Илья Репин писал:

Егоров все хлопочет о том, чтобы добыть двух-трех молодых мужичков и обучить их сему искусству здесь; тогда, приехав в свои деревни, где они занимаются подобным производством, они поучили бы своих собратий, да и привезли бы образцов хорошего вкуса— Репин И. Е. Избранные письма. 1867–1930: В 2 т. Т. 1. — М., 1969. С. 171.

## Творчество
Евдоким Алексеевич Егоров — автор ряда жанровых картин с изображением простых россиян («Старик и старуха — богомольцы», «Старуха-богомолка с клюкою и котомкою за спиною»). По репродукции с картины Е. А. Егорова «Христа ради» Глеб Успенский создаёт очерк «Побирушки», описывая трудности жизни социальных низов России.
Егоров известен и по своим женским портретам в традиционной русской обстановке.
Другое направление творчества Евдокима Егорова — сюжеты на основе истории России: «Портрет Петра I» 1874, «В кузнице» 1875, которые в настоящее время находятся в Русском музее
.
Свои росписи на сюжеты из русской истории Евдоким Егоров выполнял по собственным эскизам. В коллекции Государственного Русского музея хранится чаша со сценой «Благословение Царицы Ирины Фёдоровны Годуновой в Золотой палате», созданная Е. А. Егоровым в 1877 году.
Евдоким Алексеевич Егоров известен и как гравёр. Он создавал офорты, вдохновлённые историей России, особенно Древней Руси. Им создана серия из 27 офортов, изображающая в основном сцены русской крестьянской жизни, на которых отражены предметы и исторические костюмы эпохи. Коллекция из 68 офортов хранится в британских музеях (Museum and Gallery Holdings London).
Имя Евдокима Егорова занесено в список наиболее значимых художников в истории живописи Benezit Dictionary of Artists
Работы художника хранятся в Русском Музее, Британском музее, Радищевском музее, других музеях и частных коллекциях.

## Галерея работ

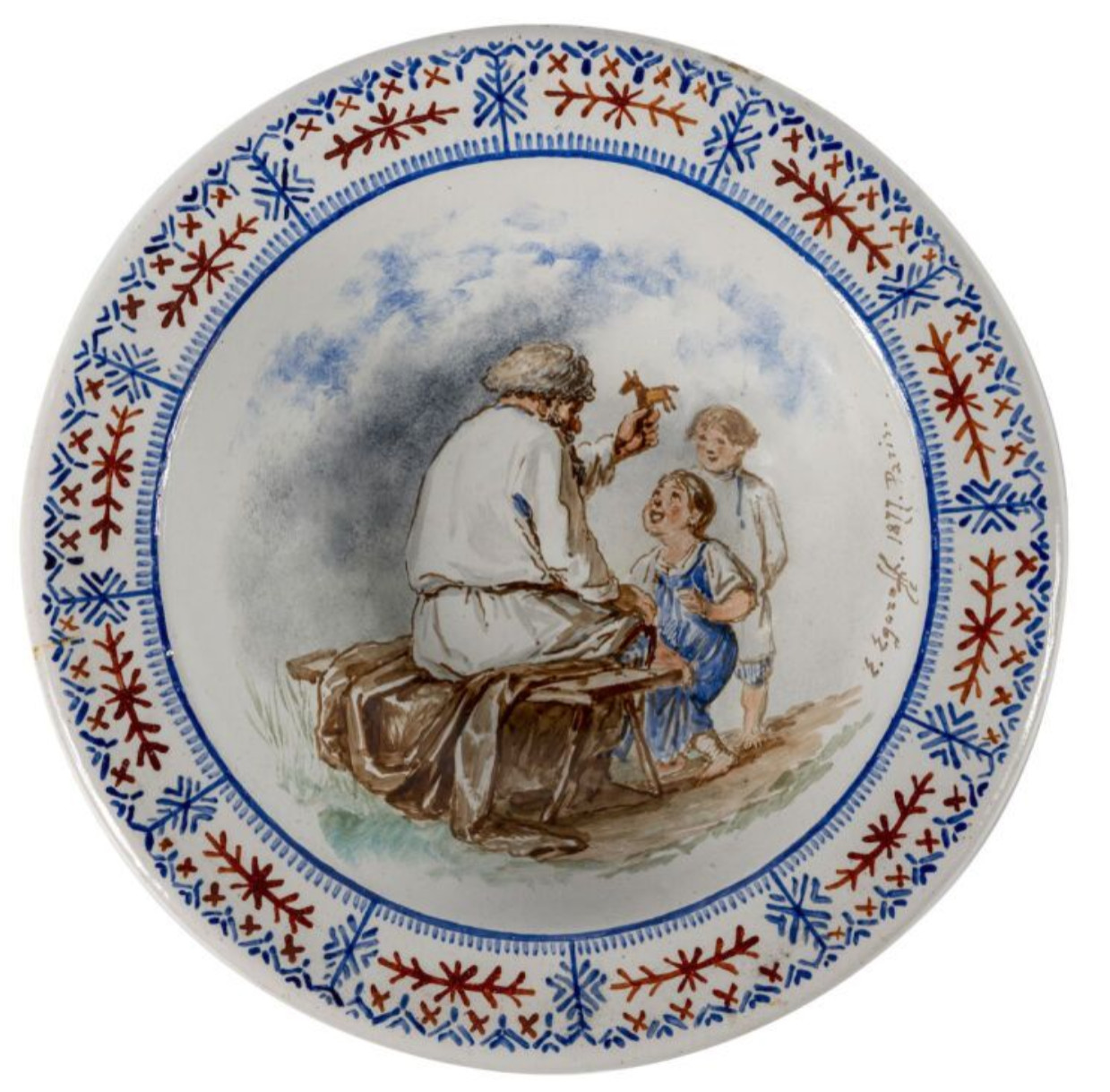
Сцена из русской крестьянской жизни 1877 г.
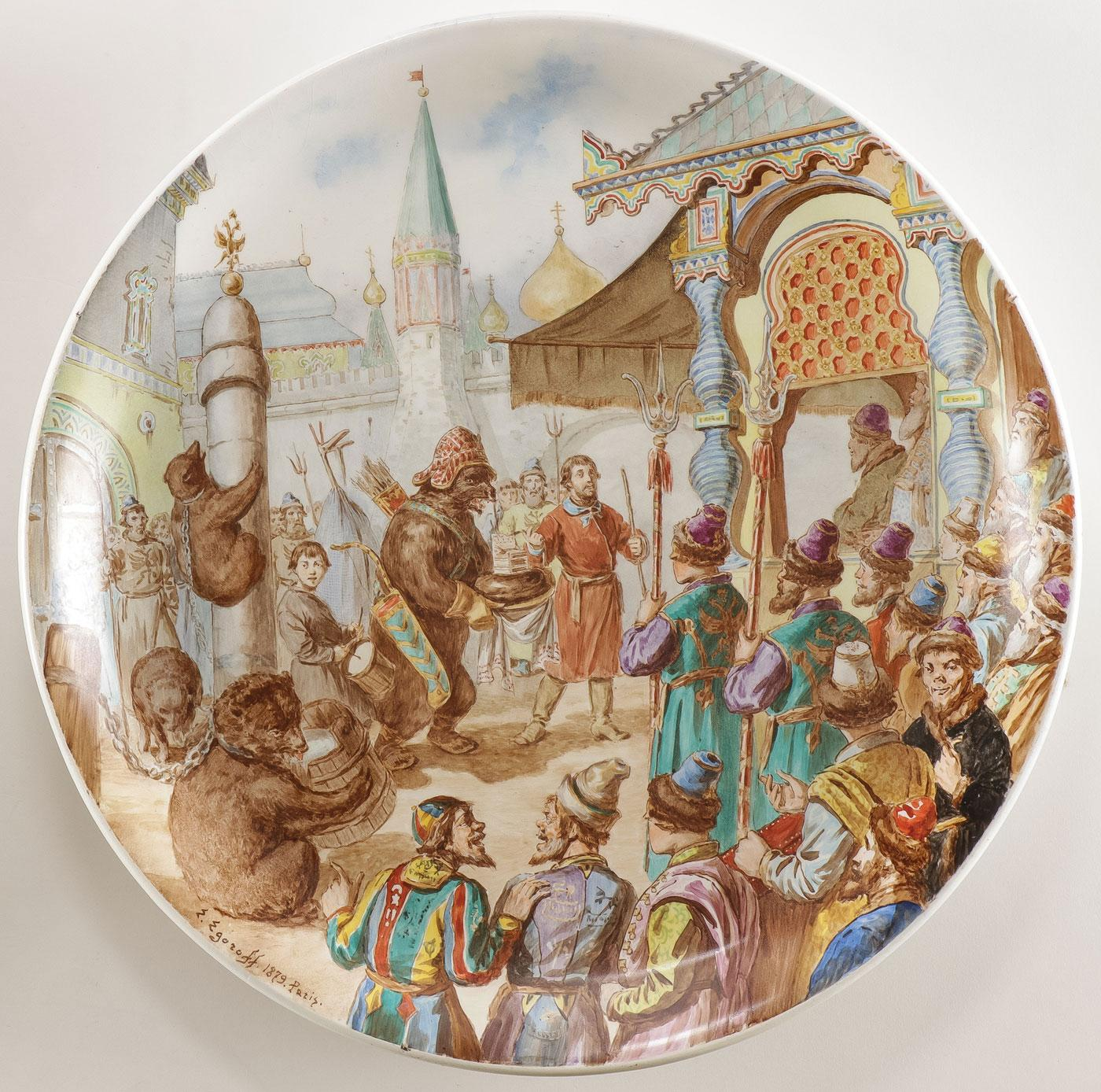
Царь Фёдор и медведь.
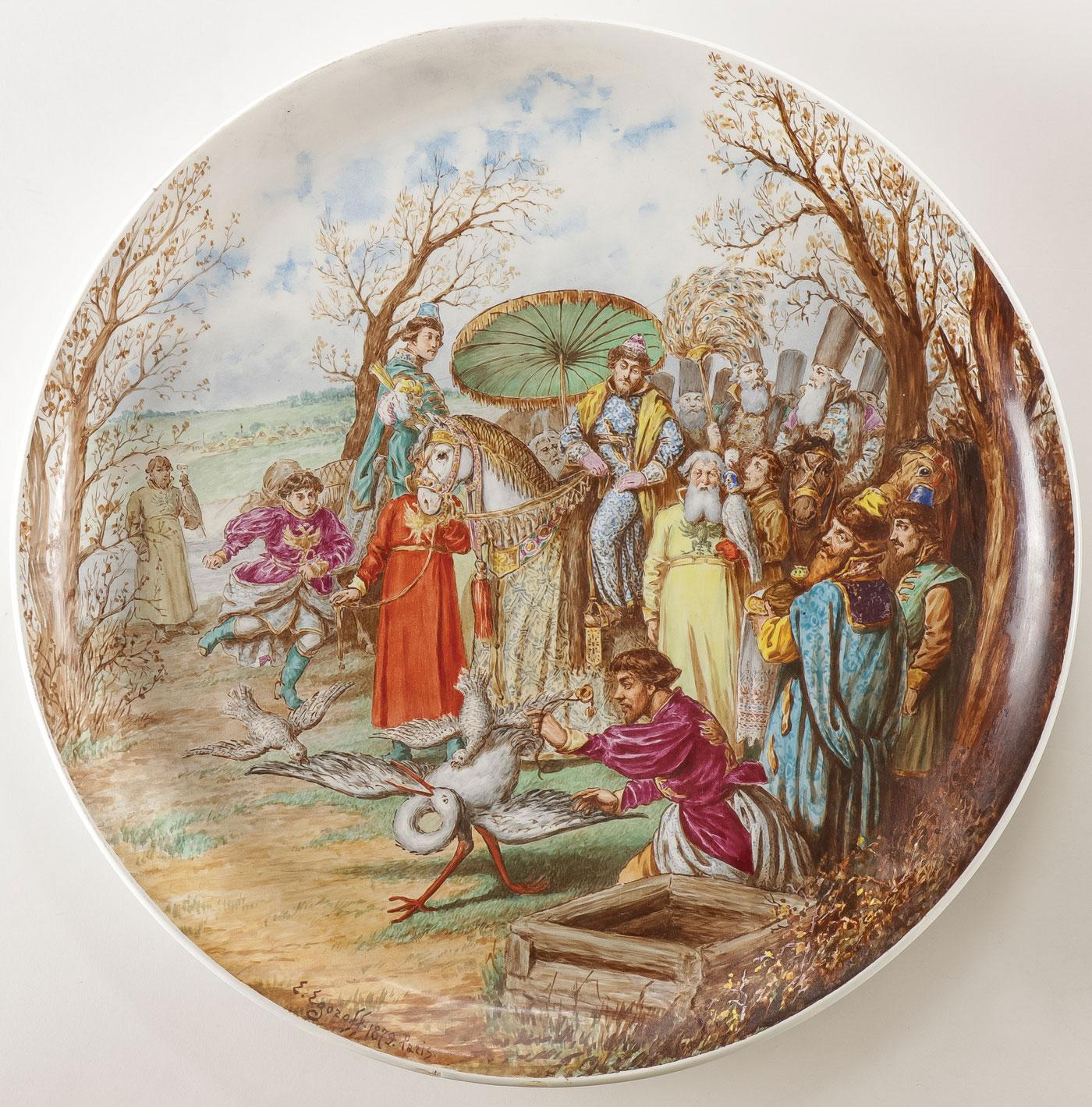
Историческая сцена из русской жизни.
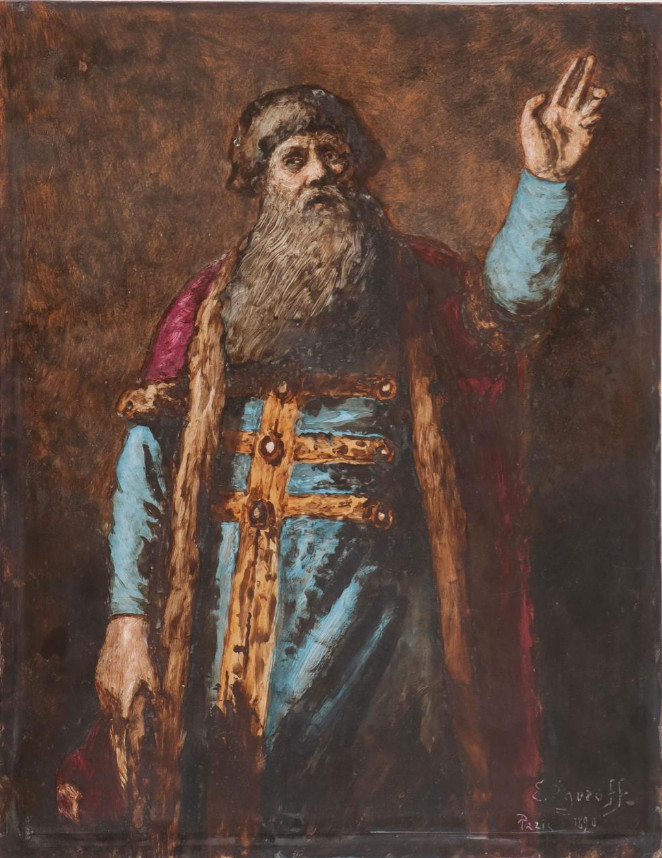
Князь Юрий Долгорукий.
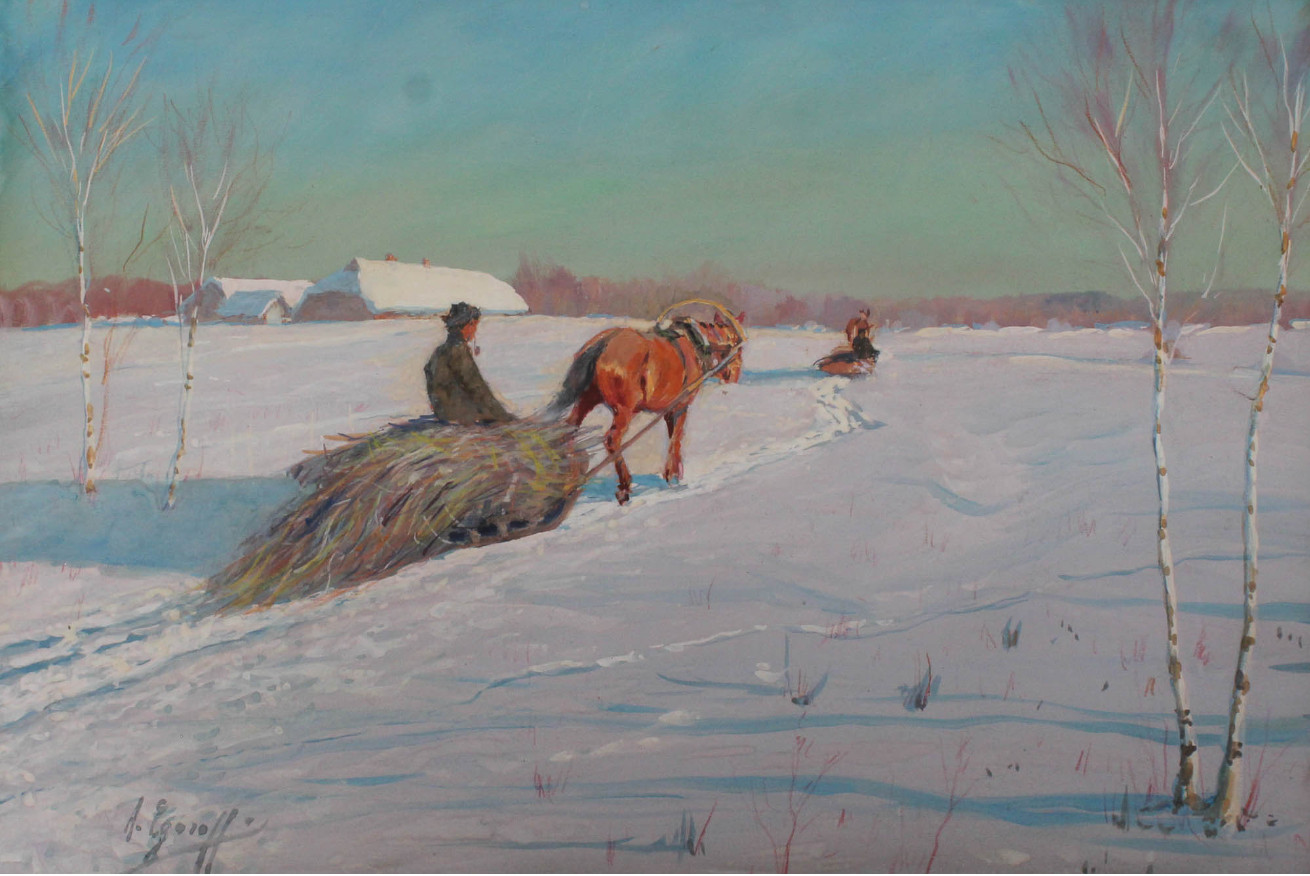
Перевозка сена зимой.
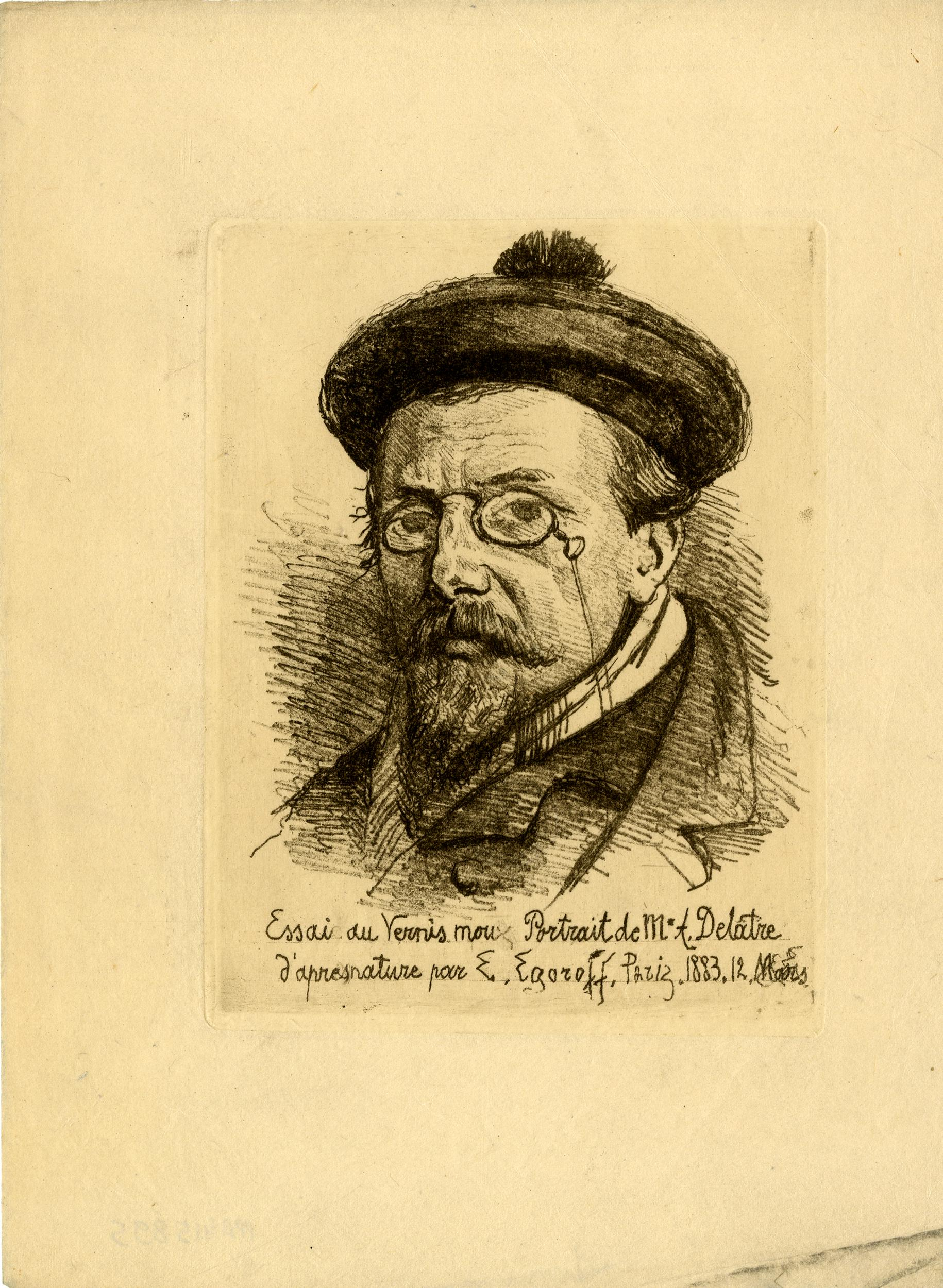
Портрет французского гравёра Auguste Delâtre.